# Tour de Yorkshire 2017
El Tour de Yorkshire 2017, tercera edició del Tour de Yorkshire, es disputà entre el 28 i el 30 d'abril de 2017 sobre un recorregut de 490 km repartits entre tres etapes. La cursa formà part del calendari de l'UCI Europa Tour 2017, amb una categoria 2.1.
El vencedor final fou el belga Serge Pauwels (Dimension Data), gràcies a la victòria en la darrera etapa. El seu company d'equip, Omar Fraile i Jonathan Hivert (Direct Energie) completaren el podi. Caleb Ewan (Orica-Scott) guanyà la classificació per punts i Pieter Weening (Roompot-Nederlandse Loterij) fou el millor escalador.

## Equips
18 equips van prendre la sortida en aquesta edició:
| WorldTeams (7)- BMC Racing Team - Orica-Scott - Dimension Data - Team Sunweb - Katusha-Alpecin - Lotto NL-Jumbo - Sky Equips continentals professionals (5)- Aqua Blue Sport - Cofidis, Solutions Crédits - Direct Énergie - Roompot-Nederlandse Loterij - Delko Marseille Provence KTM Equips continentals (5)- ONE Pro Cycling - JLT Condor - Madison Genesis - Bike Channel-Canyon - Team Raleigh GAC Equip nacional- Gran Bretanya |
| |

## Etapes
| Etapa    | Data      | Ciutats d'etapa           | type                    | Distància (km) | Vencedor de l'etapa | Líder de la general |
| -------- | --------- | ------------------------- | ----------------------- | -------------- | ------------------- | ------------------- |
| 1a etapa | 28 de abr | Bridlington – Scarborough | etapa accidentada       | 174            | Dylan Groenewegen   | Dylan Groenewegen   |
| 2a etapa | 29 de abr | Tadcaster – Harrogate     | etapa accidentada       | 122,5          | Nacer Bouhanni      | Caleb Ewan          |
| 3a etapa | 30 de abr | Bradford – Sheffield      | etapa de mitja muntanya | 194,5          | Serge Pauwels       | Serge Pauwels       |

### Etapa 1
| \| Classificació de l'etapa \| Classificació de l'etapa \| Classificació de l'etapa \| Classificació de l'etapa \| Classificació de l'etapa \| \| Corredor \| Corredor \| Equip \| Temps \| \| \| ------------------------ \| ------------------------ \| --------------------------- \| ------------------------ \| ------------------------ \| \| 1r \| Dylan Groenewegen \| LottoNL-Jumbo \| 4h 09' 38" \| \| \| 2n \| Caleb Ewan \| Orica-Scott \| + 0" \| \| \| 3r \| Chris Opie \| Bike Channel-Canyon \| + 0" \| \| \| 4t \| Nacer Bouhanni \| Cofidis, Solutions Crédits \| + 0" \| \| \| 5è \| Steele Von Hoff \| ONE Pro Cycling \| + 0" \| \| \| 6è \| Kristian Sbaragli \| Dimension Data \| + 0" \| \| \| 7è \| André Looij \| Roompot-Nederlandse Loterij \| + 0" \| \| \| 8è \| Adam Blythe \| Aqua Blue Sport \| + 0" \| \| \| 9è \| Baptiste Planckaert \| Katusha-Alpecin \| + 0" \| \| \| 10è \| Enrique Sanz Unzué \| Team Raleigh GAC \| + 0" \| \| |                     |                             |            |
| |                     |                             |            |
| |                     |                             |            |
| Classificació de l'etapa |                     |                             |            |
| Corredor | Corredor            | Equip                       | Temps      |
| 1r | Dylan Groenewegen   | LottoNL-Jumbo               | 4h 09' 38" |
| 2n | Caleb Ewan          | Orica-Scott                 | + 0"       |
| 3r | Chris Opie          | Bike Channel-Canyon         | + 0"       |
| 4t | Nacer Bouhanni      | Cofidis, Solutions Crédits  | + 0"       |
| 5è | Steele Von Hoff     | ONE Pro Cycling             | + 0"       |
| 6è | Kristian Sbaragli   | Dimension Data              | + 0"       |
| 7è | André Looij         | Roompot-Nederlandse Loterij | + 0"       |
| 8è | Adam Blythe         | Aqua Blue Sport             | + 0"       |
| 9è | Baptiste Planckaert | Katusha-Alpecin             | + 0"       |
| 10è | Enrique Sanz Unzué  | Team Raleigh GAC            | + 0"       |

| \| Classificació general \| Classificació general \| Classificació general \| Classificació general \| Classificació general \| \| Corredor \| Corredor \| Equip \| Temps \| \| \| --------------------- \| --------------------- \| ---------------------------- \| --------------------- \| --------------------- \| \| 1r \| Dylan Groenewegen \| LottoNL-Jumbo \| 4h 09' 28" \| \| \| 2n \| Caleb Ewan \| Orica-Scott \| + 4" \| \| \| 3r \| Chris Opie \| Bike Channel-Canyon \| + 6" \| \| \| 4t \| Ángel Madrazo Ruiz \| Delko-Marseille Provence-KTM \| + 8" \| \| \| 5è \| Nacer Bouhanni \| Cofidis, Solutions Crédits \| + 10" \| \| \| 6è \| Steele Von Hoff \| ONE Pro Cycling \| + 10" \| \| \| 7è \| Kristian Sbaragli \| Dimension Data \| + 10" \| \| \| 8è \| André Looij \| Roompot-Nederlandse Loterij \| + 10" \| \| \| 9è \| Adam Blythe \| Aqua Blue Sport \| + 10" \| \| \| 10è \| Baptiste Planckaert \| Katusha-Alpecin \| + 10" \| \| |                     |                              |            |
| |                     |                              |            |
| |                     |                              |            |
| Classificació general |                     |                              |            |
| Corredor | Corredor            | Equip                        | Temps      |
| 1r | Dylan Groenewegen   | LottoNL-Jumbo                | 4h 09' 28" |
| 2n | Caleb Ewan          | Orica-Scott                  | + 4"       |
| 3r | Chris Opie          | Bike Channel-Canyon          | + 6"       |
| 4t | Ángel Madrazo Ruiz  | Delko-Marseille Provence-KTM | + 8"       |
| 5è | Nacer Bouhanni      | Cofidis, Solutions Crédits   | + 10"      |
| 6è | Steele Von Hoff     | ONE Pro Cycling              | + 10"      |
| 7è | Kristian Sbaragli   | Dimension Data               | + 10"      |
| 8è | André Looij         | Roompot-Nederlandse Loterij  | + 10"      |
| 9è | Adam Blythe         | Aqua Blue Sport              | + 10"      |
| 10è | Baptiste Planckaert | Katusha-Alpecin              | + 10"      |

### Etapa 2
| \| Classificació de l'etapa \| Classificació de l'etapa \| Classificació de l'etapa \| Classificació de l'etapa \| Classificació de l'etapa \| \| Corredor \| Corredor \| Equip \| Temps \| \| \| ------------------------ \| ------------------------ \| -------------------------- \| ------------------------ \| ------------------------ \| \| 1r \| Nacer Bouhanni \| Cofidis, Solutions Crédits \| 2h 45' 51" \| \| \| 2n \| Caleb Ewan \| Orica-Scott \| + 0" \| \| \| 3r \| Jonathan Hivert \| Direct Énergie \| + 0" \| \| \| 4t \| Dylan Groenewegen \| LottoNL-Jumbo \| + 0" \| \| \| 5è \| Christopher Lawless \| Gran Bretanya \| + 0" \| \| \| 6è \| Kristian Sbaragli \| Dimension Data \| + 0" \| \| \| 7è \| Søren Kragh Andersen \| Team Sunweb \| + 0" \| \| \| 8è \| Tony Hurel \| Direct Énergie \| + 0" \| \| \| 9è \| Matthew Holmes \| Madison Genesis \| + 0" \| \| \| 10è \| Adam Blythe \| Aqua Blue Sport \| + 0" \| \| |                      |                            |            |
| |                      |                            |            |
| |                      |                            |            |
| Classificació de l'etapa |                      |                            |            |
| Corredor | Corredor             | Equip                      | Temps      |
| 1r | Nacer Bouhanni       | Cofidis, Solutions Crédits | 2h 45' 51" |
| 2n | Caleb Ewan           | Orica-Scott                | + 0"       |
| 3r | Jonathan Hivert      | Direct Énergie             | + 0"       |
| 4t | Dylan Groenewegen    | LottoNL-Jumbo              | + 0"       |
| 5è | Christopher Lawless  | Gran Bretanya              | + 0"       |
| 6è | Kristian Sbaragli    | Dimension Data             | + 0"       |
| 7è | Søren Kragh Andersen | Team Sunweb                | + 0"       |
| 8è | Tony Hurel           | Direct Énergie             | + 0"       |
| 9è | Matthew Holmes       | Madison Genesis            | + 0"       |
| 10è | Adam Blythe          | Aqua Blue Sport            | + 0"       |

| \| Classificació general \| Classificació general \| Classificació general \| Classificació general \| Classificació general \| \| Corredor \| Corredor \| Equip \| Temps \| \| \| --------------------- \| --------------------- \| ---------------------------- \| --------------------- \| --------------------- \| \| 1r \| Caleb Ewan \| Orica-Scott \| 6h 55' 17" \| \| \| 2n \| Nacer Bouhanni \| Cofidis, Solutions Crédits \| + 2" \| \| \| 3r \| Dylan Groenewegen \| LottoNL-Jumbo \| + 2" \| \| \| 4t \| Chris Opie \| Bike Channel-Canyon \| + 8" \| \| \| 5è \| Jonathan Hivert \| Direct Énergie \| + 8" \| \| \| 6è \| Ángel Madrazo Ruiz \| Delko-Marseille Provence-KTM \| + 10" \| \| \| 7è \| Kristian Sbaragli \| Dimension Data \| + 12" \| \| \| 8è \| Steele Von Hoff \| ONE Pro Cycling \| + 12" \| \| \| 9è \| Adam Blythe \| Aqua Blue Sport \| + 12" \| \| \| 10è \| Søren Kragh Andersen \| Team Sunweb \| + 12" \| \| |                      |                              |            |
| |                      |                              |            |
| |                      |                              |            |
| Classificació general |                      |                              |            |
| Corredor | Corredor             | Equip                        | Temps      |
| 1r | Caleb Ewan           | Orica-Scott                  | 6h 55' 17" |
| 2n | Nacer Bouhanni       | Cofidis, Solutions Crédits   | + 2"       |
| 3r | Dylan Groenewegen    | LottoNL-Jumbo                | + 2"       |
| 4t | Chris Opie           | Bike Channel-Canyon          | + 8"       |
| 5è | Jonathan Hivert      | Direct Énergie               | + 8"       |
| 6è | Ángel Madrazo Ruiz   | Delko-Marseille Provence-KTM | + 10"      |
| 7è | Kristian Sbaragli    | Dimension Data               | + 12"      |
| 8è | Steele Von Hoff      | ONE Pro Cycling              | + 12"      |
| 9è | Adam Blythe          | Aqua Blue Sport              | + 12"      |
| 10è | Søren Kragh Andersen | Team Sunweb                  | + 12"      |

### Etapa 3
| \| Classificació de l'etapa \| Classificació de l'etapa \| Classificació de l'etapa \| Classificació de l'etapa \| Classificació de l'etapa \| \| Corredor \| Corredor \| Equip \| Temps \| \| \| ------------------------ \| ------------------------ \| ------------------------ \| ------------------------ \| ------------------------ \| \| 1r \| Serge Pauwels \| Dimension Data \| 4h 57' 47" \| \| \| 2n \| Omar Fraile Matarranz \| Dimension Data \| + 0" \| \| \| 3r \| Jonathan Hivert \| Direct Énergie \| + 6" \| \| \| 4t \| Brent Bookwalter \| BMC Racing Team \| + 6" \| \| \| 5è \| Tao Geoghegan Hart \| Team Sky \| + 8" \| \| \| 6è \| Maurits Lammertink \| Katusha-Alpecin \| + 8" \| \| \| 7è \| Matthew Holmes \| Madison Genesis \| + 8" \| \| \| 8è \| Mark Christian \| Aqua Blue Sport \| + 8" \| \| \| 9è \| Lennard Hofstede \| Team Sunweb \| + 8" \| \| \| 10è \| Joey Rosskopf \| BMC Racing Team \| + 23" \| \| |                       |                 |            |
| |                       |                 |            |
| |                       |                 |            |
| Classificació de l'etapa |                       |                 |            |
| Corredor | Corredor              | Equip           | Temps      |
| 1r | Serge Pauwels         | Dimension Data  | 4h 57' 47" |
| 2n | Omar Fraile Matarranz | Dimension Data  | + 0"       |
| 3r | Jonathan Hivert       | Direct Énergie  | + 6"       |
| 4t | Brent Bookwalter      | BMC Racing Team | + 6"       |
| 5è | Tao Geoghegan Hart    | Team Sky        | + 8"       |
| 6è | Maurits Lammertink    | Katusha-Alpecin | + 8"       |
| 7è | Matthew Holmes        | Madison Genesis | + 8"       |
| 8è | Mark Christian        | Aqua Blue Sport | + 8"       |
| 9è | Lennard Hofstede      | Team Sunweb     | + 8"       |
| 10è | Joey Rosskopf         | BMC Racing Team | + 23"      |

## Classificació final
| \| Classificació general \| Classificació general \| Classificació general \| Classificació general \| Classificació general \| \| Corredor \| Corredor \| Equip \| Temps \| \| \| --------------------- \| --------------------- \| --------------------- \| --------------------- \| --------------------- \| \| 1r \| Serge Pauwels \| Dimension Data \| 11h 53' 04" \| \| \| 2n \| Omar Fraile Matarranz \| Dimension Data \| + 6" \| \| \| 3r \| Jonathan Hivert \| Direct Énergie \| + 7" \| \| \| 4t \| Brent Bookwalter \| BMC Racing Team \| + 18" \| \| \| 5è \| Matthew Holmes \| Madison Genesis \| + 20" \| \| \| 6è \| Maurits Lammertink \| Katusha-Alpecin \| + 20" \| \| \| 7è \| Mark Christian \| Aqua Blue Sport \| + 20" \| \| \| 8è \| Tao Geoghegan Hart \| Team Sky \| + 20" \| \| \| 9è \| Lennard Hofstede \| Team Sunweb \| + 20" \| \| \| 10è \| Joey Rosskopf \| BMC Racing Team \| + 35" \| \| |                       |                 |             |
| |                       |                 |             |
| Fonts: ProCyclingStats Cycling Quotient |                       |                 |             |
| Classificació general |                       |                 |             |
| Corredor | Corredor              | Equip           | Temps       |
| 1r | Serge Pauwels         | Dimension Data  | 11h 53' 04" |
| 2n | Omar Fraile Matarranz | Dimension Data  | + 6"        |
| 3r | Jonathan Hivert       | Direct Énergie  | + 7"        |
| 4t | Brent Bookwalter      | BMC Racing Team | + 18"       |
| 5è | Matthew Holmes        | Madison Genesis | + 20"       |
| 6è | Maurits Lammertink    | Katusha-Alpecin | + 20"       |
| 7è | Mark Christian        | Aqua Blue Sport | + 20"       |
| 8è | Tao Geoghegan Hart    | Team Sky        | + 20"       |
| 9è | Lennard Hofstede      | Team Sunweb     | + 20"       |
| 10è | Joey Rosskopf         | BMC Racing Team | + 35"       |